# Asparagus homblei
Asparagus homblei är en sparrisväxtart som beskrevs av De Wild. Asparagus homblei ingår i släktet sparrisar, och familjen sparrisväxter.
Artens utbredningsområde är Kongo-Kinshasa. Inga underarter finns listade i Catalogue of Life.